# Jules Lambrechts
Jules Fanny Edward Lambrechts (Berlaar, 27 januari 1882 – aldaar, 24 mei 1959) was een Belgisch brouwer en politicus.

## Levensloop
Hij was burgemeester van Berlaar tussen 1927 en 1941. Hij werd uit zijn ambt ontzet en opgevolgd door oorlogsburgemeester Jules Croonen. Na de Tweede Wereldoorlog werd hij in eer hersteld en was vervolgens opnieuw burgemeester tussen 1944 en 1958. Op 6 juli 1952 werd zijn 25-jarig burgemeesterschap gevierd met een stoet.